# Pliktetik
Pliktetik betyder att det moraliskt rätta är att handla i enlighet med plikterna. Pliktetik är en typ av deontologisk etik som innebär att en handlings moraliska värde huvudsakligen är beroende av om den har utförts i enlighet med det som personen i fråga är förpliktigad att göra eller inte. Handlingens primära värde bestäms inte av dess konsekvenser, som inom utilitarismen eller andra konsekventialismer där handlingars följder är det primärt relevanta. De plikter som människan har att förhålla sig till enligt pliktetiken handlar ofta om att avhålla sig från saker och ting. Jämförelsevis få av plikterna är positiva, i meningen att vi är ålagda att utföra en viss handling. Pliktetiska teorier innehåller ofta kataloger över de plikter som man menar att förnuftiga personer har, till exempel att inte döda, att inte ljuga, eller att inte stjäla.

## Kantiansk pliktetik
En av de mest kända och inflytelserika förespråkarna för pliktetik är Immanuel Kant. I Grundläggning av sedernas metafysik från 1785 formulerade Kant principen om det kategoriska imperativet, som är ett försök att skapa en teoretisk bakgrund till pliktetiken. Principen har haft mycket stort inflytande på moralfilosofin efter Kant, men har också utsatts för kritik. Enligt Kant räcker det inte med att handlingen står i överensstämmelse med plikterna. Dessutom måste den vara motiverad av pliktkänsla för att vara moraliskt riktig. En handling som stämmer överens med plikterna kan fortfarande vara moraliskt felaktig, om den är motiverad av t.ex. vinningslystnad.

### Det hypotetiska och det kategoriska imperativet
Kant ställer upp två slags imperativ: det kategoriska imperativet och det hypotetiska imperativet. Ett hypotetiskt imperativ är av formen "Om du vill det och det så bör du göra så och så". Det kategoriska imperativet är istället tvingande. Kant formulerade det kategoriska imperativet på flera sätt, varav två exempel är: 
- Handla bara enligt en maxim som är sådan att du samtidigt kan vilja att den skulle upphöjas till allmän lag
- Handla alltid så att du behandlar mänskligheten, oavsett om den framträder i form av dig själv eller i form av någon annan, som ett ändamål i sig, aldrig uteslutande som ett medel

Det första exemplet är den vanligast använda formuleringen, som skapar en möjlig teoretisk princip för pliktetik, och också ligger nära regelutilitarismen. Den andra närmar sig istället rättighetsetik, som kan ses som en sorts variant av pliktetiken. Liksom pliktetiken är denna en deontologisk etiklära.

### Kritik
Vet vi hur vi fastställer relevanta maximer bakom handlingar? Vi kan ta lögner som exempel. Jag bör inte ljuga, för om alla skulle ljuga så skulle samhället bryta ihop. I en situation då jag kan rädda livet på någon genom att ljuga bör jag då ljuga? Vilket är det relevanta maximet? 
En annan fråga är hur man ska tolka att man inte rationellt kan vilja upphöja en maxim till allmän lag. Man kan antingen tyda ut det som att man inte kan önska sig en sådan situation, men också, en tolkning som må anses ligga närmre Kants teori, att det inte är logiskt möjligt att önska något sådant. Om man tänker sig maximen "jag ljuger när jag vill" upphöjd till allmän lag ("alla får ljuga när de vill"), skulle den tillit eller förväntan om sanningsenlighet som krävs för att det skall gå att ljuga inte längre finnas. Om man avser att ljuga går det därmed inte att rationellt vilja upphöja detta till allmän lag, eftersom begreppet "lögn" och handlingsalternativet "att ljuga" inte längre skulle existera.
Större problem får den kantianska pliktetiken, enligt vilken det alltid är fel att döda oskyldiga, med dödshjälp. Varför kan inte aktiv och uppsåtlig dödshjälp till dödligt sjuka patienter som lider upphöjas till lag? Pliktetikern skulle säga att konsekvenserna inte spelar någon roll. Det är ointressant om patientens lidande upphör. Det viktiga är att inte uppsåtligt döda en oskyldig.
Kant ställde sig positiv till dödsstraffet. Dödar man en oskyldig förverkar man rätten till sitt eget liv. Och avrättas inte mördaren så gör sig hela samhället till delaktigt i mordet. Här dyker frågor om den fria viljan upp. Hur fria har vi varit att välja våra liv? Arvet och miljön ligger onekligen bortom vår makt att välja. En renodlad pliktetiker kan naturligtvis inte heller i det här fallet använda eventuellt positiva konsekvenser av dödsstraffet (till exempel avskräckning) som argument för att det är moraliskt rätt, då det vore ett konsekventialistiskt argument.